# DELUHI
DELUHI fue una banda influenciada por el movimiento: Visual kei. Formado en 2008 por Juri (Vocal), Leda (guitarrista), Aggy (Bajo) y Sujk (Batería), la banda comenzó rápidamente a grabar canciones compuestas por Leda, el principal compositor del grupo. La banda se separa el 4 de abril de 2011 tras estar durante unos meses en hiatus.

## Historia
- Formado en 2008 por Juri (Vocal), Leda (guitarrista), Aggy (Bajo) y Sujk (Batería), la banda comenzó rápidamente a grabar canciones compuestas por Leda, el principal compositor del grupo.
- Acabado su primer miniálbum SURVEILLANCE a mediados de febrero, finalmente hicieron su debut en vivo el 29 de ese mismo mes. La realización de conciertos en salas por todo Tokio hizo que su fama creciera. El lanzamiento el 26 de marzo de SURVEILLANCE hizo que la banda alcanzara el reconocimiento de nueva banda revelación dentro de la escena visual.
- Acelerando sus actividades, la banda lanzó su primer single ORION ONCE AGAIN el 23 de julio. El sencillo tuvo tanto éxito que casi llegó a convertirse en un himno y su popularidad alcanzó niveles aún más elevados.
- Tras el lanzamiento de la trilogía de singles VISVASRIT (29 de octubre), MAHADEVA (26 de noviembre) y JAGANNATH (31 de diciembre) ellos están en la primera línea de la escena visual.
- Luego de una exitosa recepción de esta trilogía, DELUHI nos sorprendería con varios lanzamientos hasta el 2010. El 5 de mayo de 2009 lanzarían Su primer Single DVD titulado FLASH:B[L]ACK que trae como bonus 3 presentaciones en vivo de sus éxitos más un CD con un nuevo tema "s[k]ape:goat" y un remix del tema "Orion Once Again"
- El día 5 de agosto, saldría una remasterizacion de uno de sus temas emblemáticos, "Two Hurt" junto con un b-side titulado "Shade" y como bonus su 3º PV. El día del lanzamiento, Anunciaron que el 4 de noviembre saldría a la venta el 2º Mini Álbum, "Yggdalive", contendría 9 canciones, en el cual DELUHI muestra un diferente tipo de Sonido, al anterior. 
- Además el mes de octubre se anunciaría la Versión de Fool's Mate del Single "Two Hurt" que tendría un B-Side diferente , "LORELEI"  y un DVD con la presentación de 3 temas en vivo.
- Recién comenzado el año 2010 se anunció por parte de la página oficial un nuevo sencillo el día 24 de marzo que sería titulado "REVOLVER BLAST", la misma canción de su miniálbum "Yggdalive", con un solo de Guitarra adicional, contendría 2 B-Side, una balada "REMEMBER THE RAIN" y uno tema descrito por ellos "Potentes", "F.T.O.".
- Luego de esto DELUHI Anuncio el lanzamiento de una nueva Trilogía de Sencillos que a diferencia de la anterior cada uno de ellos contendría una canción con su respectivo PV, el primero, "Frontier (16 de Junio), una canción rápida con el sonido característico de DELUHI. El segundo,  "The Farthest" (14 de julio), una emotiva balada con una potente melodía. Y finalmente, Departure (4 de agosto).
- El 27.07.11 salió a la venta el CD "vandalism" el cual remasteriza temas como Hibryd Truth, Two Hurt, Revolver Blast, Lorelei, Orion once Again entre otros.
Esa también fue la fecha de su último live del cual sacaron "DELUHI - BLITZKRIEG [DVD LIVE]" su único concierto en DVD.
- Actualmente, la banda se encuentra en "hiatus" por diferencias musicales. Según Leda (guitarrista), el personal y el grupo siguen en contacto para mejorar la situación y poder así retomar cuanto antes sus actividades musicales.

## Discografía

### Miniálbumes
- Surveillance (2008.03.26)

1. ~Surveillance~
2. Two Hurt
3. Vivid Place
4. Yomi no Yuzuri ha (黄泉の譲り葉?)
5. Recall

- Yggdalive (ユグドアライヴ?) (2009.11.04)

1. Overture -Yggdalive-
2. G.A.L.D
3. REVOLVER BLAST
4. flow snow
5. WAKE UP!
6. Hello
7. FOLLOW THE FUTURE
8. Syllable -Yggdrising
9. Hoshi no nai yoru ni (星の無い夜に?)

### Singles/Maxi-Singles
- Orion once again (2008.07.23)

1. Orion once again
2. NO SALVATION

- VISVASRIT (2008.10.29)

1. Freedom
2. Baby play

- MAHADEVA (2008.11.26)

1. HYBRID TRUTH
2. Ivory and Irony

- JAGANNATH (2008.12.31)

1. Living Dead (リヴィングデッド?)
2. Rebel:Sicks, Shadow:Six
3. HYBRID TRUTH (PV)

- FLASH:B[L]ACK

1. s[K]ape:goat
2. Orion once again -09 remix-
3. s[K]ape:goat (PV)
4. HYBRID TRUTH (LIVE)
5. Rebel:Sicks, Shadow:Six (LIVE)
6. Orion once Again (LIVE)

- Orion Once Again (2nd press) (2009.05.20)

1. Orion once again
2. NO SALVATION
3. Freedom -09 remix-

- Two Hurt (2009.08.05)

1. Two Hurt
2. Shade (シェイド?)
3. Two Hurt (PV)

- Two Hurt -FOOL'S MATE EDITION- (2009.10.00)

1. Two Hurt
2. LORELEI (未発表新曲?)
3. Rebel:Sicks, Shadow:Six (LIVE)
4. s[K]ape:goat (LIVE)
5. Shade (LIVE)

- REVOLVER BLAST (2010.03.24)

1. REVOLVER BLAST (single ver.)
2. Remember the rain
3. F.T.O
4. REVOLVER BLAST (PV)

- Frontier (2010.06.16)

1. Frontier
2. Frontier (PV)

- The farthest (2010.07.14)

1. The farthest
2. The farthest (PV)

- Departure (2010.08.04)

1. Departure
2. Departure (PV)

### Live Distributed
1. Recall (2009 Re-recording Version)